# Robiquetia angustifolia
Robiquetia angustifolia är en orkidéart som beskrevs av Rudolf Schlechter. Robiquetia angustifolia ingår i släktet Robiquetia och familjen orkidéer.
Artens utbredningsområde är Sulawesi. Inga underarter finns listade i Catalogue of Life.